# Mimosa rojasii
Mimosa rojasii är en ärtväxtart som beskrevs av Emil Hassler. Mimosa rojasii ingår i släktet mimosor, och familjen ärtväxter. Inga underarter finns listade i Catalogue of Life.